# یانوف (ناحیه سویتاوی)
یانوف (به چکی: Janov) یک منطقهٔ مسکونی در جمهوری چک است که در ناحیه سویتاوی واقع شده‌است. یانوف ۲۴٫۷۱ کیلومتر مربع مساحت و ۹۹۷ نفر جمعیت دارد و ۴۶۵ متر بالاتر از سطح دریا واقع شده‌است.